# Jeffrey Bruma
Jeffrey Kevin van Homoet Bruma (sinh ngày 13 tháng 11 năm 1991), thường gọi là Jeffrey Bruma, là cầu thủ bóng đá người Hà Lan đang thi đấu ở vị trí hậu vệ cho câu lạc bộ VfL Wolfsburg. 

## Sự nghiệp câu lạc bộ

### Chelsea
Bruma gia nhập Đội trẻ Chelsea từ câu lạc bộ Hà Lan Feyenoord khi anh mới 15 tuổi với phí chuyển nhượng 100.000 £ và bản hợp đồng có thời hạn 4 năm. Anh bắt đầu ra sân trong đội hình trẻ Chelsea từ năm 16 tuổi. Ở mùa giải 2007–08, Bruma thi đấu ở vị trí trung vệ tại Giải trẻ Cúp FA và cùng đội bóng của mình lọt vào đến chung kết. Anh trở thành cầu thủ có số lần thi đấu nhiều nhất tại giải.
Tháng 9 năm 2009, Bruma đã được điền tên vào danh sách thi đấu và ngồi trên băng ghế dự bị của Chelsea trong trận đấu với F.C. Porto tại UEFA Champions League. Mười một ngày sau, Bruma có trận đấu đầu tiên tại Premier League khi vào sân thay cho trung vệ Ricardo Cavalho trong chiến thắng 5-0 trước Blackburn Rovers.
Ngày 2 tháng 12 năm 2009, Bruma có trận đầu tiên tại Carling Cup, vào sân thay cho Juliano Belletti trong trận bán kết với Blackburn Rovers, trận đấu mà sau đó Chelsea đã để thua trên chấm phạt đền. Ngày 20 tháng 2 năm 2010, Bruma có trận đấu thứ hai tại Premier League khi vào sân thay Yuri Zhirkov trong chiến thắng 2-0 trước Wolverhampton Wanderers.
Trong mùa giải 2009-10, Bruma vừa thi đấu cho đội hình chính thức Chelsea vừa thi đấu cho đội trẻ tại Giải trẻ Cúp FA. Trong trận đấu chung kết lượt đi với Aston Villa trên sân Villa Park, anh đã ghi bàn trong trận hoà 1-1, đem lại lợi thế cho Chelsea trong trận lượt về. Trong trận lượt về, Chelsea đã đánh bại Aston Villa 2-1 để có được danh hiệu vô địch giải trẻ FA đầu tiên kể từ năm 1961.
Ngày 1 tháng 9 năm 2010, Bruma đã chính thức ký vào bản hợp đồng mới có thời hạn 4 năm với Chelsea, giúp anh gắn bó với đội bóng chủ sân sân Stamford Bridge đến năm 2014. Ngày 22 tháng 9, anh đã thi đấu trọn vẹn 90 phút ở đội hình một trong trận thua Newcastle United 3-4 ở Football League Cup. Bruma lần đầu tiên vào sân ngay từ đầu tại Premier League trong trận hòa 3-3 với Aston Villa ngày 2 tháng 1 năm 2011 và đã thi đấu trọn 90 phút.

### Leicester City
Ngày 11 tháng 2 năm 2011, Bruma đã gia nhập Leicester City theo dạng cho mượn đến cuối mùa giải 2010-11. Anh có trận đấu đầu tiên cho Leicester khi vào sân từ băng ghế dự bị trong trận thua Derby County 2-0 ngày 12 tháng 2, còn trận đấu vào sân chính thức đầu tiên là trận thua Cardiff City 2-0.
Ngày 2 tháng 4 năm 2011, trong trận hòa 3-3 với Middlesbrough, Bruma đã phải nhận chiếc thẻ đỏ đầu tiên trong sự nghiệp. Ngày 25 tháng 4, khi chuyển sang thi đấu ở vị trí tiền vệ trung tâm, anh đã ghi được hai bàn thắng trong chiến thắng 4-2 trước Watford, đều từ những quả sút xa với khoảng cách hơn 30m.

### Hamburger SV
Ngày 30 tháng 6 năm 2011, Bruma đã chính thức ký vào bản hợp đồng cho mượn có thời hạn một năm với câu lạc bộ Hamburger SV với điều khoản được gia hạn hợp đồng thêm một năm nữa.

### PSV Eindhoven
Ngày 27 tháng 6 năm 2013, Chelsea đã bán Bruma cho PSV Eindhoven với giá 2,5 triệu bảng. Tuy nhiên, đội bóng Anh cũng đưa thêm điều khoản cho phép họ được quyền ưu tiên mua lại anh. Ngày 2 tháng 11 năm 2013, Bruma có bàn thắng đầu tiên cho PSV trong trận hòa 1-1 với PEC Zwolle. N
gày 18 tháng 4 năm 2015, anh có danh hiệu đầu tiên cùng đội bóng Hà Lan là chức vô địch Giải vô địch bóng đá Hà Lan (Eredivisie).

### VfL Wolfsburg
Ngày 26 tháng 6 năm 2016, Bruma ký hợp đồng 5 năm với đội bóng Đức VfL Wolfsburg với phí chuyển nhượng không được tiết lộ.

## Sự nghiệp đội tuyển quốc gia

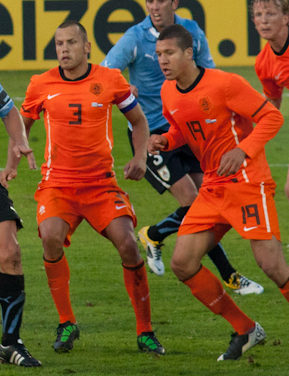
Bruma (phải) cùng với đồng đội John Heitinga trong trận giao hữu với Uruguay vào năm 2011

Ngày 13 tháng 10 năm 2009, Bruma đã có trận đấu đầu tiên cho đội tuyển U-21 Hà Lan tại vòng loại Giải vô địch bóng đá U-21 châu Âu với Ba Lan. Ngày 30 tháng 7 năm 2010, anh đã được huấn luyện viên Bert van Marwijk triệu tập vào đội tuyển Hà Lan lần đầu tiên để chuẩn bị cho trận giao hữu của Hà Lan với Ukraina. Ngày 12 tháng 8, anh đã có trận đấu đầu tiên cho đội tuyển Hà Lan trong trận hòa 1-1 với Ukraina.
Anh ghi bàn thắng đầu tiên trong sự nghiệp thi đấu quốc tế vào ngày 16 tháng 11 năm 2014 trong chiến thắng 6-0 trước Latvia tại vòng loại Euro 2016. Tuy nhiên Hà Lan đã phải dừng chân ở vòng loại Euro 2016 do chỉ xếp thứ tư chung cuộc với 13 điểm, 4 trận thắng, 1 trận hòa và 5 trận thua.

## Thống kê sự nghiệp
Tính đến 4 tháng 3 năm 2017
| Câu lạc bộ          | Câu lạc bộ          | Câu lạc bộ          | Giải đấu      | Giải đấu     | Cup           | Cup          | League Cup    | League Cup   | Châu lục      | Châu lục     | Tổng cộng     | Tổng cộng    |
| Mùa giải            | Câu lạc bộ          | Giải đấu            | Số lần ra sân | Số bàn thắng | Số lần ra sân | Số bàn thắng | Số lần ra sân | Số bàn thắng | Số lần ra sân | Số bàn thắng | Số lần ra sân | Số bàn thắng |
| Anh                 | Anh                 | Anh                 | Giải đấu      | Giải đấu     | FA Cup        | FA Cup       | League Cup    | League Cup   | châu Âu       | châu Âu      | Tổng cộng     | Tổng cộng    |
| ------------------- | ------------------- | ------------------- | ------------- | ------------ | ------------- | ------------ | ------------- | ------------ | ------------- | ------------ | ------------- | ------------ |
| 2009–10             | Chelsea             | Premier League      | 2             | 0            | 0             | 0            | 1             | 0            | 0             | 0            | 3             | 0            |
| 2010–11             | Chelsea             | Premier League      | 2             | 0            | 1             | 0            | 1             | 0            | 2             | 0            | 6             | 0            |
| 2010–11             | Leicester City      | Championship        | 11            | 2            | 0             | 0            | 0             | 0            | –             | –            | 11            | 2            |
| Đức                 | Đức                 | Đức                 | Giải đấu      | Giải đấu     | DFB-Pokal     | DFB-Pokal    | Khác          | Khác         | châu Âu       | châu Âu      | Tổng cộng     | Tổng cộng    |
| 2011–12             | Hamburger SV        | Bundesliga          | 22            | 2            | 1             | 0            | 0             | 0            | 0             | 0            | 23            | 2            |
| 2012–13             | Hamburger SV        | Bundesliga          | 18            | 1            | 1             | 0            | 0             | 0            | 0             | 0            | 19            | 1            |
| Hà Lan              | Hà Lan              | Hà Lan              | Giải đấu      | Giải đấu     | KNVB Cup      | KNVB Cup     | Khác          | Khác         | châu Âu       | châu Âu      | Tổng cộng     | Tổng cộng    |
| 2013–14             | PSV                 | Eredivisie          | 31            | 4            | 2             | 0            | 0             | 0            | 9             | 0            | 42            | 4            |
| 2014–15             | PSV                 | Eredivisie          | 31            | 3            | 2             | 0            | 0             | 0            | 10            | 0            | 43            | 3            |
| 2015–16             | PSV                 | Eredivisie          | 32            | 0            | 3             | 0            | 1             | 0            | 8             | 0            | 44            | 0            |
| Đức                 | Đức                 | Đức                 | Bundesliga    | Bundesliga   | DFB-Pokal     | DFB-Pokal    | Khác          | Khác         | Châu Âu       | Châu Âu      | Tổng cộng     | Tổng cộng    |
| 2016–17             | Wolfsburg           | Bundesliga          | 20            | 1            | 2             | 0            | 0             | 0            | 0             | 0            | 22            | 1            |
| Tổng cộng           | Anh                 | Anh                 | 15            | 2            | 1             | 0            | 2             | 0            | 2             | 0            | 20            | 2            |
| Tổng cộng           | Đức                 | Đức                 | 60            | 4            | 4             | 0            | 0             | 0            | 0             | 0            | 64            | 4            |
| Tổng cộng           | Hà Lan              | Hà Lan              | 94            | 7            | 7             | 0            | 1             | 0            | 27            | 0            | 129           | 7            |
| Tổng cộng sự nghiệp | Tổng cộng sự nghiệp | Tổng cộng sự nghiệp | 165           | 13           | 12            | 0            | 3             | 0            | 29            | 0            | 210           | 13           |

Tất cả các trận đấu của FA Community Shield ghi cho Chelsea mùa giải 2010–11.

### Đội tuyển quốc gia
| Hà Lan    | Hà Lan        | Hà Lan       |
| Năm       | Số lần ra sân | Số bàn thắng |
| --------- | ------------- | ------------ |
| 2010      | 1             | 0            |
| 2011      | 3             | 0            |
| 2013      | 1             | 0            |
| 2014      | 3             | 1            |
| 2015      | 6             | 0            |
| 2016      | 11            | 0            |
| Tổng cộng | 25            | 1            |

Tính đến ngày 13 tháng 11 năm 2016.

### Bàn thắng quốc tế
| #  | Thời gian            | Địa điểm                           | Đối thủ | Bàn thắng | Kết quả | Giải đấu            |
| -- | -------------------- | ---------------------------------- | ------- | --------- | ------- | ------------------- |
| 1. | 16 tháng 11 năm 2014 | Amsterdam ArenA, Amsterdam, Hà Lan | Latvia  | 4–0       | 6–0     | Vòng loại Euro 2016 |

## Danh hiệu

### Câu lạc bộ
PSV Eindhoven
- Eredivisie: 2014–15

## Cuộc sống cá nhân
Bruma có mẹ là người Suriname và cha là người Hà Lan.. Anh trai của anh, Marciano, cũng là một cầu thủ bóng đá.